# Harald Herlin
Bror Harald Herlin (né le 30 août 1874 à Helsinki — mort le 25 juillet 1941) est un ingénieur et industriel finlandais.

## Biographie

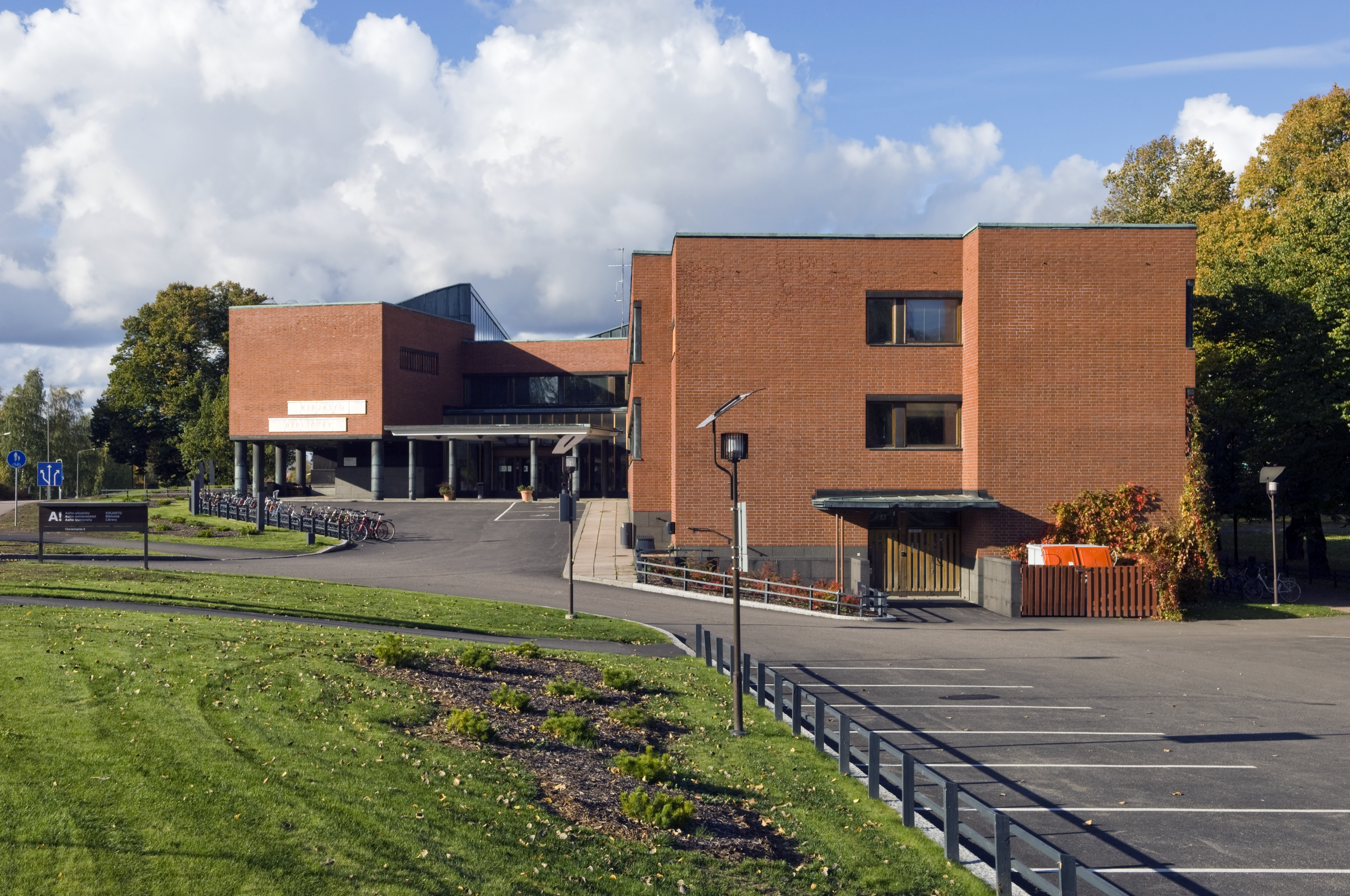
Centre d'apprentissage Harald Herlin de l'Université Aalto à Otaniemi.

Harald Herlin est le fils du marchand Gustaf Albert Herlin et de Hanna Wecksell.
Il entre à l'université en 1893 et obtient son diplôme d'ingénieur en 1898.
De 1900 à 1904, Harald Herlin fait des voyages d'études en Allemagne, en Autriche et en Angleterre.
De 1898 à 1904, Harald Herlin est ingénieur adjoint au bureau de la construction de la ville d'Helsinki.
De 1904 à 1920, il est directeur de la société Vesijohtoliike Oy.
De 1912 à 1928, il dirige Helsingin Laivatelakka Oy puis de 1924–1929 Suomen Sähkö Oy Gottfrid Strömberg qu'il redresse en 4 ans.
En 1924, Harald Herlin rachète à Strömberg le fabricant d'ascenseurs Kone Oy,
De 1924 à 1941, Harald Herlin est président de Kone Oy.